# Celebrity (아이유의 노래)
Celebrity(셀러브리티)는 가수 아이유의 정규 5집 선공개 곡이다. 2021년 1월 27일에 공개되었다.
노래 뜻은 너는 별난 사람이 아닌, 별같은 사람이다라는 뜻을 담았다

## 발매 과정
2021년 1월 15일 아이유의 인스타그램 계정을 통해 티저가 공개되었다. 동시에 곡 이름이 밝혀졌다.
1월 19일 두 번째 티저가 이담 엔터테인먼트의 SNS 채널을 통해 공개되었다. 이어서 1월 22일 컨셉 티저가 공개되었다.
1월 25일 자정, 뮤직 비디오 티저가 공개되었다.

## 성과
발매 후 멜론, 지니, 플로 등 주요 음원사이트에서 1위를 차지했으며 가온 주간 차트에서 6주 연속 1위를 기록했다.